# Браш, Виктор фон
Виктор Эрнст Артур фон Браш (нем. Victor Ernst Arthur von Brasch; 1850—1877) — экономист, доктор философии Лейпцигского университета; , коллекционер-собиратель автографов.

## Биография
Родился 14 (26) июля 1850 года в имении Ропка  (эст.) близ Дерпта (ныне находится на территории Тарту, на пересечении улиц Тяхе и Аардла); младший сын лифляндского ландрата Леона (Леонгарда) фон Браша из дворянского рода Браш. Первоначальное образование получил в Дерптской гимназии. Он рано потерял своего отца и достигнув семнадцатилетнего возраста, сильно заболел, вследствие чего был вынужден уехать для поправки здоровья за границу, где и пробыл около семи лет. 
Сначала он жил в Швейцарии, позднее в Ницце, во Флоренции и на острое Мадейре. Восстановив силы, он энергично принялся за продолжение своего образования. Избрав своею специальностью политическую экономию, он в период с 1870 по 1874 год посещал Берлинский, Гейдельбергский и Лейпцигский университеты, где слушал знаменитых профессоров Адольфа Вагнера, Карла Книс и Вильгельма Poшepa. На собраниях, которые устраивали его учителя в Гейдельберге и Лейпциге для обсуждения и решения научных вопросов, Браш выделялся серьёзностью познаний, оригинальностью суждений и остротой критики. 
Браш очень интересовался Францией, её бытом, правами и экономической жизнью. Во время неоднократных посещений этой страны он не упускал случая понаблюдать за жизнью французов и изучал французские учреждения; результатом стала изданная им в 1874 году в Лейпциге обширная монография: «Коммуна и ее финансовая система во Франции» («Die Gemeinde und ihr Finanzwesen in Frankreich»), являющаяся главным научным трудом Браша. За эту работу он получил степень доктора философии Лейпцигского университета. Исследование Браша обратило на себя внимание учёных замечательной новизной воззрений и глубиной анализа и вызвало одобрительные отзывы таких авторитетов, как Лоренц Штейн. 
По возвращении на родину Браш намеревался продолжать свои научные занятия и думал создать общую теорию коммунальной финансовой системы, но вынужден был посвятить себя исключительно хозяйственным заботам по унаследованному им от отца имению. В отношении к вопросам общественной жизни Браш был решительным сторонником самоуправления и желал видеть его распространенным на все слои населения. Каждую реформу, имевшую целью интересы общественного благосостояния, он ожидал с нетерпением и горячо приветствовал. Преданный всей душой России, он восставал против изоляции остзейских провинций, доказывая необходимость сближения их с остальными частями Российской империи и проникновения общегосударственными интересами и целями. Вращаясь в самых образованных и влиятельных кружках дерптского общества, Браш ревностно защищал эти взгляды, и его проповедь не осталась без влияния на реформы, совершившиеся в Прибалтийском крае в 1876—1877 гг. 
Всесторонне и богато одаренный, Виктор Вильгельм фон Браш обладал также и художественным вкусом и был поклонником поэзии и искусства. Являясь талантливым музыкальным исполнителем, он выступал и как композитор: Trautvein’oм (в Берлине) и Schubert’oм (в Гамбурге) издано несколько принадлежащих Брашу русских и немецких романсов. 
Браш обладал весьма ценной библиотекой; среди прочих редкостей этой библиотеки особенно интересна коллекция автографов, в состав которой входило более 1200 рукописей (среди них многие относятся к началу XVI века).
Скончался 20 мая (1 июня) 1877 года в Санкт-Петербурге.